# Lucie Petit-Diagre
Lucie Georgette Petit-Diagre, née le 24 juillet 1901 dans le 18e arrondissement de Paris et morte le 24 décembre 2001 à Dilbeek, est une athlète franco-belge, qui a aussi pratiqué l'aviron et la natation.

## Biographie
Lucie Petit-Diagre évolue sous les couleurs françaises de 1921 à 1927, à l'Alsacienne Lorraine De Paris, puis en 1928 pour la Belgique, à l'ALC Schaerbeek, ayant pris pour nom d'épouse Diagre, celui d'un journaliste belge. Elle est avec la France cinquième de l'épreuve de saut en longueur sans élan aux Jeux mondiaux féminins de 1922 et neuvième des concours de lancer de poids à deux bras additionnés et de lancer du disque aux Jeux mondiaux féminins de 1926.
Elle est sacrée championne de France du lancer du poids à deux bras additionnés en 1923, championne de France du lancer du disque en 1924 et championne de France du lancer du poids en 1927. Elle est recordwoman du monde du lancer de disque le 14 juillet 1924 à Paris, avec un jet à 27,70 mètres. Elle remporte à quatre reprises le Challenge Lillaz, omnisportif féminin.
Elle participe sous les couleurs belges aux Jeux olympiques d'été de 1928 à Amsterdam, et termine vingtième du concours de lancer du disque. Elle sera également recordwoman de Belgique du lancer du poids, et elle gagnera avec ce pays l'épreuve des Trois Sports d'Académia en 1930, 1931 et mai 1935 (course de 500 m, nage de 50 m, et aviron de 600 m).